# Élections municipales de 2020 dans le Doubs
Les élections municipales de 2020 dans le Doubs ont lieu le 15 mars 2020 avec un second tour initialement prévu le 22 mars. Comme dans le reste de la France, le report du second tour est annoncé en pleine crise sanitaire liée à la propagation du coronavirus (Covid-19). Le 22 mai, le Premier ministre Édouard Philippe annonce la tenue du second tour le 28 juin, date réversible suivant l'évolution de la pandémie sur le territoire national.

## Maires sortants et maires élus
Hormis à Bavans, la gauche échoue à reconquérir les villes perdues lors du scrutin précédent à Bethoncourt, Hérimoncourt, Maîche, Mandeure, Valentigney et surtout Montbéliard. Avec la victoire du candidat Europe Écologie Les Verts à Besançon, elle a toutefois la satisfaction de récupérer la principale ville du département, dont le maire sortant avait rejoint le parti présidentiel La République en marche. La gauche s'impose également à Ornans, mais doit céder Valdahon à la droite. En nombre de maires, la droite reste largement majoritaire dans le département.
| Commune                  | Population | Maire sortant           | Parti | Parti | Maire élu               | Parti | Parti |
| ------------------------ | ---------- | ----------------------- | ----- | ----- | ----------------------- | ----- | ----- |
| Audincourt               | 13 387     | Marie-Claude Gallard    |       | PS    | Martial Bourquin        |       | PS    |
| Avanne-Aveney            | 2 255      | Alain Paris             |       | DIV   | Marie-Jeanne Bernabeu   |       | DIV   |
| Baume-les-Dames          | 5 063      | Arnaud Marthey          |       | PS    | Arnaud Marthey          |       | PS    |
| Bavans                   | 3 640      | Agnès Traversier        |       | DVD   | Sophie Radreau          |       | PS    |
| Besançon                 | 115 934    | Jean-Louis Fousseret    |       | LREM  | Anne Vignot             |       | EELV  |
| Bethoncourt              | 5 647      | Jean André              |       | DVD   | Jean André              |       | DVD   |
| Charquemont              | 2 668      | Roland Martin           |       | DVD   | Roland Martin           |       | DVD   |
| Châtillon-le-Duc         | 2 054      | Catherine Botteron      |       | LR    | Catherine Botteron      |       | LR    |
| Doubs                    | 3 021      | Régis Marceau           |       | LR    | Georges Côte-Colisson   |       | DVD   |
| École-Valentin           | 2 609      | Yves Guyen              |       | LR    | Yves Guyen              |       | LR    |
| Étupes                   | 3 727      | Philippe Claudel        |       | DVG   | Philippe Claudel        |       | DVG   |
| Exincourt                | 3 222      | Jean Cuynet             |       | LR    | Magali Duvernois        |       | PS    |
| Fesches-le-Châtel        | 2 189      | Charles Demouge         |       | LR    | Charles Demouge         |       | LR    |
| Franois                  | 2 340      | Orianne Delague         |       | DIV   | Emile Bourgeois         |       | DIV   |
| Grand-Charmont           | 5 699      | Jean-Paul Munnier       |       | DVG   | Jean-Paul Munnier       |       | DVG   |
| Hérimoncourt             | 3 632      | Marie-France Bottarlini |       | DVD   | Marie-France Bottarlini |       | DVD   |
| L'Isle-sur-le-Doubs      | 2 997      | Alain Roth              |       | DVG   | Alain Roth              |       | DVG   |
| Le Russey                | 2 342      | Gilles Robert           |       | PS    | Manuela Rambaud         |       | DVG   |
| Les Auxons               | 2 544      | Serge Rutkowski         |       | DVD   | Serge Rutkowski         |       | DVD   |
| Les Fins                 | 3 100      | Bruno Todeschini        |       | DVD   | Élisabeth Redoutey      |       | DIV   |
| Levier                   | 2 183      | Guy Magnin-Feysot       |       | LFI   | Marc Saulnier           |       | DIV   |
| Maîche                   | 4 286      | Régis Ligier            |       | DVD   | Régis Ligier            |       | DVD   |
| Mandeure                 | 4 819      | Jean-Pierre Hocquet     |       | DVD   | Jean-Pierre Hocquet     |       | DVD   |
| Mathay                   | 2 158      | Daniel Granjon          |       | LR    | Daniel Granjon          |       | LR    |
| Miserey-Salines          | 2 502      | Marcel Felt             |       | LR    | Marcel Felt             |       | LR    |
| Montbéliard              | 25 395     | Marie-Noëlle Biguinet   |       | LR    | Marie-Noëlle Biguinet   |       | LR    |
| Montferrand-le-Château   | 2 161      | Pascal Duchezeau        |       | DVG   | Michel Gaillot          |       | DVD   |
| Montlebon                | 2 081      | Catherine Rognon        |       | DVD   | Catherine Rognon        |       | DVD   |
| Morteau                  | 6 935      | Cédric Bôle             |       | LR    | Cédric Bôle             |       | LR    |
| Orchamps-Vennes          | 2 129      | Thierry Vernier         |       | DVD   | Thierry Vernier         |       | DVD   |
| Ornans                   | 4 413      | Sylvain Ducret          |       | LR    | Isabelle Guillame       |       | DVG   |
| Pirey                    | 2 066      | Robert Stepourjine      |       | LR    | Patrick Ayache          |       | PS    |
| Pont-de-Roide-Vermondans | 4 185      | Denis Arnoux            |       | PS    | Denis Arnoux            |       | PS    |
| Pontarlier               | 17 197     | Patrick Genre           |       | DVD   | Patrick Genre           |       | DVD   |
| Roche-lez-Beaupré        | 2 111      | Jacques Krieger         |       | DVD   | Jacques Krieger         |       | DVD   |
| Saint-Vit                | 4 874      | Pascal Routhier         |       | DVD   | Pascal Routhier         |       | DVD   |
| Saône                    | 3 375      | Yoran Delarue           |       | DVG   | Benoît Vuillemin        |       | DVG   |
| Seloncourt               | 5 775      | Daniel Buchwalder       |       | DVD   | Daniel Buchwalder       |       | DVD   |
| Sochaux                  | 3 949      | Albert Matocq-Grabot    |       | PS    | Albert Matocq-Grabot    |       | PS    |
| Thise                    | 3 044      | Alain Loriguet          |       | LR    | Loïc Allain             |       | DIV   |
| Valdahon                 | 5 595      | Gérard Limat            |       | PS    | Sylvie Le Hir           |       | DVD   |
| Valentigney              | 10 714     | Philippe Gautier        |       | LR    | Philippe Gautier        |       | LR    |
| Vieux-Charmont           | 2 744      | Henri-Francis Dufour    |       | DVG   | Henri-Francis Dufour    |       | DVG   |
| Villers-le-Lac           | 4 985      | Dominique Mollier       |       | DVD   | Dominique Mollier       |       | DVD   |
| Voujeaucourt             | 3 175      | Martine Voidey          |       | DVG   | Martine Voidey          |       | DVG   |

### Résultats en nombre de maires
| Partis       | Partis                    | Maires sortants | Maires élus | Évolution |
| ------------ | ------------------------- | --------------- | ----------- | --------- |
|              | Parti socialiste          | 6               | 7           | 1         |
|              | Divers gauche             | 6               | 8           | 2         |
|              | La France insoumise       | 1               | 0           | 1         |
|              | Europe Écologie Les Verts | 0               | 1           | 1         |
| Total gauche | Total gauche              | 14              | 16          | 2         |
|              | La République en marche   | 1               | 0           | 1         |
| Total centre | Total centre              | 1               | 0           | 1         |
|              | Les Républicains          | 14              | 8           | 6         |
|              | Divers droite             | 14              | 16          | 2         |
| Total droite | Total droite              | 28              | 24          | 4         |
|              | Sans étiquette            | 2               | 5           | 3         |
| Total        | Total                     | 45              | 45          | -         |

## Résultats dans les communes de plus de2 000 habitants

### Audincourt
- Maire sortant : Marie-Claude Gallard (PS)
- 33 sièges à pourvoir au conseil municipal (population légale 2017 : 13 387 habitants)
- 8 sièges à pourvoir au conseil communautaire (CA Pays de Montbéliard Agglomération)

|                                                          | Martial Bourquin,        | PS                       | 1 442 | 55,33 | 27 | 7 |  |  |
| Aimer Audincourt                                         |                          |                          | 1 442 | 55,33 | 27 | 7 |  |  |
|                                                          | David Barbier            | DVG                      | 674   | 25,86 | 4  | 1 |  |  |
| 100 % Audincourt                                         |                          |                          | 674   | 25,86 | 4  | 1 |  |  |
|                                                          | Christine Besançon       | DVD                      | 365   | 14,00 | 2  | 0 |  |  |
| Audincourt, des paroles aux actes                        |                          |                          | 365   | 14,00 | 2  | 0 |  |  |
|                                                          | Patrick Girard           | LO                       | 125   | 4,79  | 0  | 0 |  |  |
| Lutte ouvrière - Faire entendre le camp des travailleurs |                          |                          | 125   | 4,79  | 0  | 0 |  |  |
|                                                          |                          |                          |       |       |    |   |  |  |
| Votes valides                                            | Votes valides            | Votes valides            | 2 606 | 97,82 |    |   |  |  |
| Votes blancs                                             | Votes blancs             | Votes blancs             | 20    | 0,75  |    |   |  |  |
| Votes nuls                                               | Votes nuls               | Votes nuls               | 38    | 1,43  |    |   |  |  |
| Total                                                    | Total                    | Total                    | 2 664 | 100   | 33 | 8 |  |  |
| Abstention                                               | Abstention               | Abstention               | 5 675 | 68,05 |    |   |  |  |
| Inscrits / participation                                 | Inscrits / participation | Inscrits / participation | 8 339 | 31,95 |    |   |  |  |

### Avanne-Aveney
- Maire sortant : Alain Paris (DIV)
- 19 sièges à pourvoir au conseil municipal (population légale 2017 : 2 255 habitants)
- 1 siège à pourvoir au conseil communautaire (CU Grand Besançon Métropole)

|                                     | Marie-Jeanne Bernabeu    | DIV                      | 340   | 100,00 | 19 | 1 |  |  |
| Bien vivre ensemble à Avanne-Aveney |                          |                          | 340   | 100,00 | 19 | 1 |  |  |
|                                     |                          |                          |       |        |    |   |  |  |
| Votes valides                       | Votes valides            | Votes valides            | 340   | 76,75  |    |   |  |  |
| Votes blancs                        | Votes blancs             | Votes blancs             | 25    | 5,64   |    |   |  |  |
| Votes nuls                          | Votes nuls               | Votes nuls               | 78    | 17,61  |    |   |  |  |
| Total                               | Total                    | Total                    | 443   | 100    | 19 | 1 |  |  |
| Abstention                          | Abstention               | Abstention               | 1 081 | 70,93  |    |   |  |  |
| Inscrits / participation            | Inscrits / participation | Inscrits / participation | 1 524 | 29,07  |    |   |  |  |

### Baume-les-Dames
- Maire sortant : Arnaud Marthey (PS)
- 29 sièges à pourvoir au conseil municipal (population légale 2017 : 5 063 habitants)
- 20 sièges à pourvoir au conseil communautaire (CC du Doubs Baumois)

|                          | Arnaud Marthey           | PS                       | 792   | 100,00 | 29 | 20 |  |  |
| L'avenir ensemble        |                          |                          | 792   | 100,00 | 29 | 20 |  |  |
|                          |                          |                          |       |        |    |    |  |  |
| Votes valides            | Votes valides            | Votes valides            | 792   | 74,86  |    |    |  |  |
| Votes blancs             | Votes blancs             | Votes blancs             | 95    | 8,98   |    |    |  |  |
| Votes nuls               | Votes nuls               | Votes nuls               | 171   | 16,16  |    |    |  |  |
| Total                    | Total                    | Total                    | 1 058 | 100    | 29 | 20 |  |  |
| Abstention               | Abstention               | Abstention               | 2 927 | 73,45  |    |    |  |  |
| Inscrits / participation | Inscrits / participation | Inscrits / participation | 3 985 | 26,55  |    |    |  |  |

### Bavans
- Maire sortante : Agnès Traversier (DVD)
- 27 sièges à pourvoir au conseil municipal (population légale 2017 : 3 640 habitants)
- 2 sièges à pourvoir au conseil communautaire (CA Pays de Montbéliard Agglomération)

|                                  | Sophie Radreau           | PS                       | 756   | 54,70 | 21 | 2 |  |  |
| Bavans Pensons l'avenir ensemble |                          |                          | 756   | 54,70 | 21 | 2 |  |  |
|                                  | Agnès Traversier         | DVD                      | 626   | 45,29 | 6  | 0 |  |  |
| 100 % Bavans Continuons ensemble |                          |                          | 626   | 45,29 | 6  | 0 |  |  |
|                                  |                          |                          |       |       |    |   |  |  |
| Votes valides                    | Votes valides            | Votes valides            | 1 382 | 98,01 |    |   |  |  |
| Votes blancs                     | Votes blancs             | Votes blancs             | 10    | 0,71  |    |   |  |  |
| Votes nuls                       | Votes nuls               | Votes nuls               | 18    | 1,28  |    |   |  |  |
| Total                            | Total                    | Total                    | 1 410 | 100   | 27 | 2 |  |  |
| Abstention                       | Abstention               | Abstention               | 1 280 | 47,58 |    |   |  |  |
| Inscrits / participation         | Inscrits / participation | Inscrits / participation | 2 690 | 52,42 |    |   |  |  |

### Besançon
- Maire sortant : Jean-Louis Fousseret (LREM) ne se représente pas[6].
- 55 sièges à pourvoir au conseil municipal (population légale 2017 : 115 934 habitants)
- 55 sièges à pourvoir au conseil communautaire (CU Grand Besançon Métropole)

| Tête de liste                                            | Tête de liste            | Liste                    | Premier tour | Premier tour | Second tour | Second tour | Sièges | Sièges |  |
| Tête de liste                                            | Tête de liste            | Liste                    | Voix         | %            | Voix        | %           | CM     | CC     |  |
| -------------------------------------------------------- | ------------------------ | ------------------------ | ------------ | ------------ | ----------- | ----------- | ------ | ------ |  |
|                                                          | Anne Vignot              | EÉLV                     | 7 844        | 31,21        | 11 145      | 43,83       | 40     | 40     |  |
| Besançon par nature                                      |                          |                          | 7 844        | 31,21        | 11 145      | 43,83       | 40     | 40     |  |
|                                                          | Ludovic Fagaut           | LR                       | 5 928        | 23,59        | 10 579      | 41,61       | 11     | 11     |  |
| Besançon maintenant                                      |                          |                          | 5 928        | 23,59        | 10 579      | 41,61       | 11     | 11     |  |
|                                                          | Éric Alauzet             | LREM                     | 4 746        | 18,88        | 3 700       | 14,55       | 4      | 4      |  |
| L'écologie positive                                      |                          |                          | 4 746        | 18,88        | 3 700       | 14,55       | 4      | 4      |  |
|                                                          | Claire Arnoux            | LFI                      | 2 082        | 8,28         |             |             |        |        |  |
| Besançon verte solidaire                                 |                          |                          | 2 082        | 8,28         |             |             |        |        |  |
|                                                          | Jacques Ricciardetti     | RN                       | 1 812        | 7,21         |             |             |        |        |  |
| Changeons Besançon                                       |                          |                          | 1 812        | 7,21         |             |             |        |        |  |
|                                                          | Alexandra Cordier        | DVC                      | 1 149        | 4,57         |             |             |        |        |  |
| Ensemble ! Avec Alexandra Cordier                        |                          |                          | 1 149        | 4,57         |             |             |        |        |  |
|                                                          | Karim Bouhassoun         | DVG                      | 713          | 2,83         |             |             |        |        |  |
| Bisontines - Bisontins, la liste citoyenne de Besançon   |                          |                          | 713          | 2,83         |             |             |        |        |  |
|                                                          | Jean-Philippe Allenbach  | MFC                      | 548          | 2,18         |             |             |        |        |  |
| Les Régionalistes                                        |                          |                          | 548          | 2,18         |             |             |        |        |  |
|                                                          | Nicole Friess            | LO                       | 307          | 1,22         |             |             |        |        |  |
| Lutte ouvriere - Faire entendre le camp des travailleurs |                          |                          | 307          | 1,22         |             |             |        |        |  |
|                                                          |                          |                          |              |              |             |             |        |        |  |
| Votes valides                                            | Votes valides            | Votes valides            | 25 129       | 97,19        | 25 424      | 97,45       |        |        |  |
| Votes blancs                                             | Votes blancs             | Votes blancs             | 253          | 0,98         | 374         | 1,43        |        |        |  |
| Votes nuls                                               | Votes nuls               | Votes nuls               | 473          | 1,83         | 291         | 1,12        |        |        |  |
| Total                                                    | Total                    | Total                    | 25 855       | 100          | 26 089      | 100         | 55     | 55     |  |
| Abstention                                               | Abstention               | Abstention               | 40 853       | 61,24        | 40 636      | 60,90       |        |        |  |
| Inscrits / participation                                 | Inscrits / participation | Inscrits / participation | 66 708       | 38,76        | 66 725      | 39,10       |        |        |  |

### Bethoncourt
- Maire sortant : Jean André (DVD)
- 29 sièges à pourvoir au conseil municipal (population légale 2017 : 5 647 habitants)
- 3 sièges à pourvoir au conseil communautaire (CA Pays de Montbéliard Agglomération)

|                                 | Jean André               | DVD                      | 546   | 51,36 | 22 | 2 |  |  |
| Bethoncourt - Osons !           |                          |                          | 546   | 51,36 | 22 | 2 |  |  |
|                                 | Philippe Mauro           | DVG                      | 517   | 48,63 | 7  | 1 |  |  |
| Ensemble, tous pour Bethoncourt |                          |                          | 517   | 48,63 | 7  | 1 |  |  |
|                                 |                          |                          |       |       |    |   |  |  |
| Votes valides                   | Votes valides            | Votes valides            | 1 063 | 95,17 |    |   |  |  |
| Votes blancs                    | Votes blancs             | Votes blancs             | 28    | 2,51  |    |   |  |  |
| Votes nuls                      | Votes nuls               | Votes nuls               | 26    | 2,33  |    |   |  |  |
| Total                           | Total                    | Total                    | 1 117 | 100   | 29 | 3 |  |  |
| Abstention                      | Abstention               | Abstention               | 2 104 | 65,32 |    |   |  |  |
| Inscrits / participation        | Inscrits / participation | Inscrits / participation | 3 221 | 34,68 |    |   |  |  |

### Charquemont
- Maire sortant : Roland Martin (DVD)
- 23 sièges à pourvoir au conseil municipal (population légale 2017 : 2 668 habitants)
- 7 sièges à pourvoir au conseil communautaire (CC du Pays de Maîche)

|                          | Roland Martin            | DVD                      | 473   | 100,00 | 23 | 7 |  |  |
| Réussir ensemble         |                          |                          | 473   | 100,00 | 23 | 7 |  |  |
|                          |                          |                          |       |        |    |   |  |  |
| Votes valides            | Votes valides            | Votes valides            | 473   | 89,41  |    |   |  |  |
| Votes blancs             | Votes blancs             | Votes blancs             | 8     | 1,51   |    |   |  |  |
| Votes nuls               | Votes nuls               | Votes nuls               | 48    | 9,07   |    |   |  |  |
| Total                    | Total                    | Total                    | 529   | 100    | 23 | 7 |  |  |
| Abstention               | Abstention               | Abstention               | 1 192 | 69,26  |    |   |  |  |
| Inscrits / participation | Inscrits / participation | Inscrits / participation | 1 721 | 30,74  |    |   |  |  |

### Châtillon-le-Duc
- Maire sortante : Catherine Botteron (LR)
- 19 sièges à pourvoir au conseil municipal (population légale 2017 : 2 054 habitants)
- 1 siège à pourvoir au conseil communautaire (CU Grand Besançon Métropole)

| Tête de liste                                                                  | Tête de liste            | Liste                    | Premier tour | Premier tour | Second tour | Second tour | Sièges | Sièges |
| Tête de liste                                                                  | Tête de liste            | Liste                    | Voix         | %            | Voix        | %           | CM     | CC     |
| ------------------------------------------------------------------------------ | ------------------------ | ------------------------ | ------------ | ------------ | ----------- | ----------- | ------ | ------ |
|                                                                                | Catherine Botteron       | LR                       | 317          | 37,96        | 490         | 52,85       | 15     | 1      |
| Châtillon Le Duc demain                                                        |                          |                          | 317          | 37,96        | 490         | 52,85       | 15     | 1      |
|                                                                                | Renaud Colson            | DIV                      | 274          | 32,81        | 437         | 47,14       | 4      | 0      |
| Agir autrement (1er tour) Ensemble, agir pour une nouvelle dynamique (2e tour) |                          |                          | 274          | 32,81        | 437         | 47,14       | 4      | 0      |
|                                                                                | Dominique Tournier       | DIV                      | 244          | 29,22        | 437         | 47,14       | 4      | 0      |
| Une nouvelle dynamique                                                         |                          |                          | 244          | 29,22        | 437         | 47,14       | 4      | 0      |
|                                                                                |                          |                          |              |              |             |             |        |        |
| Votes valides                                                                  | Votes valides            | Votes valides            | 835          | 97,89        | 927         | 96,26       |        |        |
| Votes blancs                                                                   | Votes blancs             | Votes blancs             | 9            | 1,06         | 16          | 1,66        |        |        |
| Votes nuls                                                                     | Votes nuls               | Votes nuls               | 9            | 1,06         | 20          | 2,08        |        |        |
| Total                                                                          | Total                    | Total                    | 853          | 100          | 963         | 100         | 19     | 1      |
| Abstention                                                                     | Abstention               | Abstention               | 808          | 48,65        | 701         | 42,13       |        |        |
| Inscrits / participation                                                       | Inscrits / participation | Inscrits / participation | 1 661        | 51,35        | 1 664       | 57,87       |        |        |

### Doubs
- Maire sortant : Régis Marceau (LR)
- 23 sièges à pourvoir au conseil municipal (population légale 2017 : 3 021 habitants)
- 5 sièges à pourvoir au conseil communautaire (CC du Grand Pontarlier)

|                                     | Georges Côte-Colisson    | DVD                      | 497   | 51,02 | 18 | 4 |  |  |
| Unis pour un doubs village          |                          |                          | 497   | 51,02 | 18 | 4 |  |  |
|                                     | Florence Rogeboz         | DVD                      | 477   | 48,97 | 5  | 1 |  |  |
| Doubs, pour aujourd'hui et demain ! |                          |                          | 477   | 48,97 | 5  | 1 |  |  |
|                                     |                          |                          |       |       |    |   |  |  |
| Votes valides                       | Votes valides            | Votes valides            | 974   | 98,28 |    |   |  |  |
| Votes blancs                        | Votes blancs             | Votes blancs             | 4     | 0,40  |    |   |  |  |
| Votes nuls                          | Votes nuls               | Votes nuls               | 13    | 1,31  |    |   |  |  |
| Total                               | Total                    | Total                    | 991   | 100   | 23 | 5 |  |  |
| Abstention                          | Abstention               | Abstention               | 1 029 | 50,94 |    |   |  |  |
| Inscrits / participation            | Inscrits / participation | Inscrits / participation | 2 020 | 49,06 |    |   |  |  |

### École-Valentin
- Maire sortant : Yves Guyen (LR)
- 23 sièges à pourvoir au conseil municipal (population légale 2017 : 2 609 habitants)
- 1 siège à pourvoir au conseil communautaire (CU Grand Besançon Métropole)

|                             | Yves Guyen               | LR                       | 428   | 100,00 | 23 | 1 |  |  |
| Bien vivre à École Valentin |                          |                          | 428   | 100,00 | 23 | 1 |  |  |
|                             |                          |                          |       |        |    |   |  |  |
| Votes valides               | Votes valides            | Votes valides            | 428   | 80,15  |    |   |  |  |
| Votes blancs                | Votes blancs             | Votes blancs             | 43    | 8,05   |    |   |  |  |
| Votes nuls                  | Votes nuls               | Votes nuls               | 63    | 11,80  |    |   |  |  |
| Total                       | Total                    | Total                    | 534   | 100    | 23 | 1 |  |  |
| Abstention                  | Abstention               | Abstention               | 1 219 | 69,54  |    |   |  |  |
| Inscrits / participation    | Inscrits / participation | Inscrits / participation | 1 753 | 30,46  |    |   |  |  |

### Étupes
- Maire sortant : Philippe Claudel (DVG)
- 27 sièges à pourvoir au conseil municipal (population légale 2017 : 3 727 habitants)
- 2 sièges à pourvoir au conseil communautaire (CA Pays de Montbéliard Agglomération)

|                          | Philippe Claudel         | DVG                      | 612   | 100,00 | 27 | 2 |  |  |
| Pour Étupes              |                          |                          | 612   | 100,00 | 27 | 2 |  |  |
|                          |                          |                          |       |        |    |   |  |  |
| Votes valides            | Votes valides            | Votes valides            | 612   | 87,93  |    |   |  |  |
| Votes blancs             | Votes blancs             | Votes blancs             | 22    | 3,16   |    |   |  |  |
| Votes nuls               | Votes nuls               | Votes nuls               | 62    | 8,91   |    |   |  |  |
| Total                    | Total                    | Total                    | 696   | 100    | 27 | 2 |  |  |
| Abstention               | Abstention               | Abstention               | 1 839 | 72,54  |    |   |  |  |
| Inscrits / participation | Inscrits / participation | Inscrits / participation | 2 535 | 27,46  |    |   |  |  |

### Exincourt
- Maire sortant : Jean Cuynet (DVD)
- 23 sièges à pourvoir au conseil municipal (population légale 2017 : 3 222 habitants)
- 2 sièges à pourvoir au conseil communautaire (CA Pays de Montbéliard Agglomération)

|                                      | Magali Duvernois         | PS                       | 583   | 58,53 | 19 | 2 |  |  |
| Avec vous pour Exincourt             |                          |                          | 583   | 58,53 | 19 | 2 |  |  |
|                                      | Josiane Sanseigne        | DVD                      | 413   | 41,46 | 4  | 0 |  |  |
| Notre expérience pour un nouvel élan |                          |                          | 413   | 41,46 | 4  | 0 |  |  |
|                                      |                          |                          |       |       |    |   |  |  |
| Votes valides                        | Votes valides            | Votes valides            | 996   | 96,98 |    |   |  |  |
| Votes blancs                         | Votes blancs             | Votes blancs             | 15    | 1,46  |    |   |  |  |
| Votes nuls                           | Votes nuls               | Votes nuls               | 16    | 1,56  |    |   |  |  |
| Total                                | Total                    | Total                    | 1 027 | 100   | 23 | 2 |  |  |
| Abstention                           | Abstention               | Abstention               | 1 335 | 56,52 |    |   |  |  |
| Inscrits / participation             | Inscrits / participation | Inscrits / participation | 2 362 | 43,48 |    |   |  |  |

### Fesches-le-Châtel
- Maire sortant : Charles Demouge (LR)
- 19 sièges à pourvoir au conseil municipal (population légale 2017 : 2 189 habitants)
- 1 siège à pourvoir au conseil communautaire (CA Pays de Montbéliard Agglomération)

|                          | Charles Demouge          | LR                       | 411   | 100,00 | 19 | 1 |  |  |
| Gardons le Cap           |                          |                          | 411   | 100,00 | 19 | 1 |  |  |
|                          |                          |                          |       |        |    |   |  |  |
| Votes valides            | Votes valides            | Votes valides            | 411   | 86,34  |    |   |  |  |
| Votes blancs             | Votes blancs             | Votes blancs             | 23    | 4,83   |    |   |  |  |
| Votes nuls               | Votes nuls               | Votes nuls               | 42    | 8,82   |    |   |  |  |
| Total                    | Total                    | Total                    | 476   | 100    | 19 | 1 |  |  |
| Abstention               | Abstention               | Abstention               | 1 099 | 69,78  |    |   |  |  |
| Inscrits / participation | Inscrits / participation | Inscrits / participation | 1 575 | 30,22  |    |   |  |  |

### Franois
- Maire sortante : Orianne Delague (DIV)
- 19 sièges à pourvoir au conseil municipal (population légale 2017 : 2 340 habitants)
- 1 siège à pourvoir au conseil communautaire (CU Grand Besançon Métropole)

|                          | Emile Bourgeois          | DIV                      | 458   | 100,00 | 19 | 1 |  |  |
| Ensemble pour Franois    |                          |                          | 458   | 100,00 | 19 | 1 |  |  |
|                          |                          |                          |       |        |    |   |  |  |
| Votes valides            | Votes valides            | Votes valides            | 458   | 91,42  |    |   |  |  |
| Votes blancs             | Votes blancs             | Votes blancs             | 23    | 4,59   |    |   |  |  |
| Votes nuls               | Votes nuls               | Votes nuls               | 20    | 3,99   |    |   |  |  |
| Total                    | Total                    | Total                    | 501   | 100    | 19 | 1 |  |  |
| Abstention               | Abstention               | Abstention               | 1 148 | 69,62  |    |   |  |  |
| Inscrits / participation | Inscrits / participation | Inscrits / participation | 1 649 | 30,38  |    |   |  |  |

### Grand-Charmont
- Maire sortant : Jean-Paul Munnier (DVG)
- 29 sièges à pourvoir au conseil municipal (population légale 2017 : 5 699 habitants)
- 3 sièges à pourvoir au conseil communautaire (CA Pays de Montbéliard Agglomération)

|                                                          | Jean-Paul Munnier        | DVG                      | 671   | 61,67 | 24 | 3 |  |  |
| Unis pour Grand Charmont                                 |                          |                          | 671   | 61,67 | 24 | 3 |  |  |
|                                                          | Ismaël Boudjekada        | DVG                      | 280   | 25,73 | 4  | 0 |  |  |
| Union Citoyenne - Gauche et Écologistes Rassemblés       |                          |                          | 280   | 25,73 | 4  | 0 |  |  |
|                                                          | Christian Driano         | LO                       | 137   | 12,59 | 1  | 0 |  |  |
| Lutte ouvrière - Faire entendre le camp des travailleurs |                          |                          | 137   | 12,59 | 1  | 0 |  |  |
|                                                          |                          |                          |       |       |    |   |  |  |
| Votes valides                                            | Votes valides            | Votes valides            | 1 088 | 95,77 |    |   |  |  |
| Votes blancs                                             | Votes blancs             | Votes blancs             | 22    | 1,94  |    |   |  |  |
| Votes nuls                                               | Votes nuls               | Votes nuls               | 26    | 2,29  |    |   |  |  |
| Total                                                    | Total                    | Total                    | 1 136 | 100   | 29 | 3 |  |  |
| Abstention                                               | Abstention               | Abstention               | 2 007 | 63,86 |    |   |  |  |
| Inscrits / participation                                 | Inscrits / participation | Inscrits / participation | 3 143 | 36,14 |    |   |  |  |

### Hérimoncourt
- Maire sortante : Marie-France Bottarlini-Caputo (DVD)
- 27 sièges à pourvoir au conseil municipal (population légale 2017 : 3 632 habitants)
- 2 sièges à pourvoir au conseil communautaire (CA Pays de Montbéliard Agglomération)

|                                                          | Marie-France Bottarlini-Caputo | DVD                      | 531   | 60,54 | 22 | 2 |  |  |
| Hérimoncourt : "Changements et dynamisme...continuons !" |                                |                          | 531   | 60,54 | 22 | 2 |  |  |
|                                                          | Olivier Loiget                 | DVG                      | 284   | 32,38 | 4  | 0 |  |  |
| Un nouveau souffle pour Hérimoncourt                     |                                |                          | 284   | 32,38 | 4  | 0 |  |  |
|                                                          | Mario Pesce                    | LO                       | 62    | 7,06  | 1  | 0 |  |  |
| Lutte ouvrière - Faire entendre le camp des travailleurs |                                |                          | 62    | 7,06  | 1  | 0 |  |  |
|                                                          |                                |                          |       |       |    |   |  |  |
| Votes valides                                            | Votes valides                  | Votes valides            | 877   | 97,44 |    |   |  |  |
| Votes blancs                                             | Votes blancs                   | Votes blancs             | 12    | 1,33  |    |   |  |  |
| Votes nuls                                               | Votes nuls                     | Votes nuls               | 11    | 1,22  |    |   |  |  |
| Total                                                    | Total                          | Total                    | 900   | 100   | 27 | 2 |  |  |
| Abstention                                               | Abstention                     | Abstention               | 1 428 | 61,34 |    |   |  |  |
| Inscrits / participation                                 | Inscrits / participation       | Inscrits / participation | 2 328 | 38,66 |    |   |  |  |

### L'Isle-sur-le-Doubs
- Maire sortant : Alain Roth (DVG)
- 23 sièges à pourvoir au conseil municipal (population légale 2017 : 2 997 habitants)
- 10 sièges à pourvoir au conseil communautaire (CC des Deux Vallées Vertes)

|                          | Alain Roth               | DVG                      | 506   | 100,00 | 23 | 10 |  |  |
| Revital'Isle !           |                          |                          | 506   | 100,00 | 23 | 10 |  |  |
|                          |                          |                          |       |        |    |    |  |  |
| Votes valides            | Votes valides            | Votes valides            | 506   | 81,09  |    |    |  |  |
| Votes blancs             | Votes blancs             | Votes blancs             | 15    | 2,40   |    |    |  |  |
| Votes nuls               | Votes nuls               | Votes nuls               | 103   | 16,51  |    |    |  |  |
| Total                    | Total                    | Total                    | 624   | 100    | 23 | 10 |  |  |
| Abstention               | Abstention               | Abstention               | 1 257 | 66,83  |    |    |  |  |
| Inscrits / participation | Inscrits / participation | Inscrits / participation | 1 881 | 33,17  |    |    |  |  |

### Le Russey
- Maire sortant : Gilles Robert (PS)
- 19 sièges à pourvoir au conseil municipal (population légale 2017 : 2 342 habitants)
- 10 sièges à pourvoir au conseil communautaire (CC du Plateau du Russey)

|                          | Manuela Rambaud          | DVG                      | 521   | 57,31 | 15 | 8  |  |  |
| Une majorité d'idées     |                          |                          | 521   | 57,31 | 15 | 8  |  |  |
|                          | Denis Nappez             | DIV                      | 388   | 42,68 | 4  | 2  |  |  |
| Bien vivre au Russey     |                          |                          | 388   | 42,68 | 4  | 2  |  |  |
|                          |                          |                          |       |       |    |    |  |  |
| Votes valides            | Votes valides            | Votes valides            | 909   | 95,38 |    |    |  |  |
| Votes blancs             | Votes blancs             | Votes blancs             | 7     | 0,73  |    |    |  |  |
| Votes nuls               | Votes nuls               | Votes nuls               | 37    | 3,88  |    |    |  |  |
| Total                    | Total                    | Total                    | 953   | 100   | 19 | 10 |  |  |
| Abstention               | Abstention               | Abstention               | 743   | 43,81 |    |    |  |  |
| Inscrits / participation | Inscrits / participation | Inscrits / participation | 1 696 | 56,19 |    |    |  |  |

### Les Auxons
- Maire sortant : Serge Rutkowski (DVD)
- 27 sièges à pourvoir au conseil municipal (population légale 2017 : 2 544 habitants)
- 1 siège à pourvoir au conseil communautaire (CU Grand Besançon Métropole)

|                          | Serge Rutkowski          | DVD                      | 544   | 100,00 | 27 | 1 |  |  |
| Agir ensemble            |                          |                          | 544   | 100,00 | 27 | 1 |  |  |
|                          |                          |                          |       |        |    |   |  |  |
| Votes valides            | Votes valides            | Votes valides            | 544   | 86,49  |    |   |  |  |
| Votes blancs             | Votes blancs             | Votes blancs             | 18    | 2,86   |    |   |  |  |
| Votes nuls               | Votes nuls               | Votes nuls               | 67    | 10,65  |    |   |  |  |
| Total                    | Total                    | Total                    | 629   | 100    | 27 | 1 |  |  |
| Abstention               | Abstention               | Abstention               | 1 383 | 68,74  |    |   |  |  |
| Inscrits / participation | Inscrits / participation | Inscrits / participation | 2 012 | 31,26  |    |   |  |  |

### Les Fins
- Maire sortant : Bruno Todeschini (DVD)
- 23 sièges à pourvoir au conseil municipal (population légale 2017 : 3 100 habitants)
- 5 sièges à pourvoir au conseil communautaire (CC du Val de Morteau)

|                                | Elisabeth Redoutey       | DIV                      | 750   | 62,03 | 19 | 4 |  |  |
| Les Fins autrement             |                          |                          | 750   | 62,03 | 19 | 4 |  |  |
|                                | Bruno Todeschini         | DVD                      | 459   | 37,96 | 4  | 1 |  |  |
| Les Fins, poursuivons l'action |                          |                          | 459   | 37,96 | 4  | 1 |  |  |
|                                |                          |                          |       |       |    |   |  |  |
| Votes valides                  | Votes valides            | Votes valides            | 1 209 | 98,05 |    |   |  |  |
| Votes blancs                   | Votes blancs             | Votes blancs             | 6     | 0,49  |    |   |  |  |
| Votes nuls                     | Votes nuls               | Votes nuls               | 18    | 1,46  |    |   |  |  |
| Total                          | Total                    | Total                    | 1 233 | 100   | 23 | 5 |  |  |
| Abstention                     | Abstention               | Abstention               | 925   | 42,86 |    |   |  |  |
| Inscrits / participation       | Inscrits / participation | Inscrits / participation | 2 158 | 57,14 |    |   |  |  |

### Levier
- Maire sortant : Guy Magnin-Feysot (LFI)
- 23 sièges à pourvoir au conseil municipal (population légale 2017 : 2 183 habitants)
- 9 sièges à pourvoir au conseil communautaire (CC Altitude 800)

|                                           | Marc Saulnier            | DIV                      | 590   | 66,06 | 19 | 8 |  |  |
| Unis pour Levier                          |                          |                          | 590   | 66,06 | 19 | 8 |  |  |
|                                           | Françoise Jeanneret      | DIV                      | 303   | 33,93 | 4  | 1 |  |  |
| L'esprit d'équipe pour l'avenir de Levier |                          |                          | 303   | 33,93 | 4  | 1 |  |  |
|                                           |                          |                          |       |       |    |   |  |  |
| Votes valides                             | Votes valides            | Votes valides            | 893   | 93,90 |    |   |  |  |
| Votes blancs                              | Votes blancs             | Votes blancs             | 24    | 2,52  |    |   |  |  |
| Votes nuls                                | Votes nuls               | Votes nuls               | 34    | 3,58  |    |   |  |  |
| Total                                     | Total                    | Total                    | 951   | 100   | 23 | 9 |  |  |
| Abstention                                | Abstention               | Abstention               | 565   | 37,27 |    |   |  |  |
| Inscrits / participation                  | Inscrits / participation | Inscrits / participation | 1 516 | 62,73 |    |   |  |  |

### Maîche
- Maire sortant : Régis Ligier (DVD)
- 27 sièges à pourvoir au conseil municipal (population légale 2017 : 4 286 habitants)
- 12 sièges à pourvoir au conseil communautaire (CC du Pays de Maîche)

|                          | Régis Ligier             | DVD                      | 819   | 61,30 | 22 | 10 |  |  |
| Maîche Le Défi           |                          |                          | 819   | 61,30 | 22 | 10 |  |  |
|                          | Pascal Godin             | G.s                      | 517   | 38,69 | 5  | 2  |  |  |
| Maîche à venir           |                          |                          | 517   | 38,69 | 5  | 2  |  |  |
|                          |                          |                          |       |       |    |    |  |  |
| Votes valides            | Votes valides            | Votes valides            | 1 336 | 97,66 |    |    |  |  |
| Votes blancs             | Votes blancs             | Votes blancs             | 11    | 0,80  |    |    |  |  |
| Votes nuls               | Votes nuls               | Votes nuls               | 21    | 1,54  |    |    |  |  |
| Total                    | Total                    | Total                    | 1 368 | 100   | 27 | 12 |  |  |
| Abstention               | Abstention               | Abstention               | 1 281 | 48,36 |    |    |  |  |
| Inscrits / participation | Inscrits / participation | Inscrits / participation | 2 649 | 51,64 |    |    |  |  |

### Mandeure
- Maire sortant : Jean-Pierre Hocquet (DVD)
- 27 sièges à pourvoir au conseil municipal (population légale 2017 : 4 819 habitants)
- 2 sièges à pourvoir au conseil communautaire (CA Pays de Montbéliard Agglomération)

| Tête de liste                                     | Tête de liste            | Liste                    | Premier tour | Premier tour | Second tour | Second tour | Sièges | Sièges |  |
| Tête de liste                                     | Tête de liste            | Liste                    | Voix         | %            | Voix        | %           | CM     | CC     |  |
| ------------------------------------------------- | ------------------------ | ------------------------ | ------------ | ------------ | ----------- | ----------- | ------ | ------ |  |
|                                                   | Jean-Pierre Hocquet      | DVD                      | 482          | 33,82        | 584         | 38,54       | 19     | 2      |  |
| Mandeure "Tournée vers l'Avenir"                  |                          |                          | 482          | 33,82        | 584         | 38,54       | 19     | 2      |  |
|                                                   | Patrick Alin             | DVG                      | 395          | 27,71        | 506         | 33,39       | 5      | 0      |  |
| Écouter Répondre Agir Ensemble pour Mandeure 2020 |                          |                          | 395          | 27,71        | 506         | 33,39       | 5      | 0      |  |
|                                                   | Sandra Ramalho           | DIV                      | 199          | 13,96        | 150         | 9,90        | 1      | 0      |  |
| Avec vous, Mandeure demain                        |                          |                          | 199          | 13,96        | 150         | 9,90        | 1      | 0      |  |
|                                                   | Julien Ceccarelli        | DIV                      | 190          | 13,33        | 141         | 9,30        | 1      | 0      |  |
| Mandeure en commun 2020                           |                          |                          | 190          | 13,33        | 141         | 9,30        | 1      | 0      |  |
|                                                   | Stéphane Podgora         | DVG                      | 159          | 11,15        | 134         | 8,84        | 1      | 0      |  |
| Un Nouvel Élan pour Mandeure                      |                          |                          | 159          | 11,15        | 134         | 8,84        | 1      | 0      |  |
|                                                   |                          |                          |              |              |             |             |        |        |  |
| Votes valides                                     | Votes valides            | Votes valides            | 1 425        | 97,67        | 1 515       | 97,81       |        |        |  |
| Votes blancs                                      | Votes blancs             | Votes blancs             | 15           | 1,03         | 13          | 0,84        |        |        |  |
| Votes nuls                                        | Votes nuls               | Votes nuls               | 19           | 1,30         | 21          | 1,36        |        |        |  |
| Total                                             | Total                    | Total                    | 1 459        | 100          | 1 549       | 100         | 27     | 2      |  |
| Abstention                                        | Abstention               | Abstention               | 1 896        | 56,51        | 1 801       | 53,76       |        |        |  |
| Inscrits / participation                          | Inscrits / participation | Inscrits / participation | 3 355        | 43,49        | 3 350       | 46,24       |        |        |  |

### Mathay
- Maire sortant : Daniel Granjon (LR)
- 19 sièges à pourvoir au conseil municipal (population légale 2017 : 2 158 habitants)
- 1 siège à pourvoir au conseil communautaire (CA Pays de Montbéliard Agglomération)

|                               | Daniel Granjon           | LR                       | 583   | 100,00 | 19 | 1 |  |  |
| Unis pour l'avenir du village |                          |                          | 583   | 100,00 | 19 | 1 |  |  |
|                               |                          |                          |       |        |    |   |  |  |
| Votes valides                 | Votes valides            | Votes valides            | 583   | 93,13  |    |   |  |  |
| Votes blancs                  | Votes blancs             | Votes blancs             | 9     | 1,44   |    |   |  |  |
| Votes nuls                    | Votes nuls               | Votes nuls               | 34    | 5,43   |    |   |  |  |
| Total                         | Total                    | Total                    | 626   | 100    | 19 | 1 |  |  |
| Abstention                    | Abstention               | Abstention               | 1 203 | 65,77  |    |   |  |  |
| Inscrits / participation      | Inscrits / participation | Inscrits / participation | 1 829 | 34,23  |    |   |  |  |

### Miserey-Salines
- Maire sortant : Marcel Felt (LR)
- 23 sièges à pourvoir au conseil municipal (population légale 2017 : 2 502 habitants)
- 1 siège à pourvoir au conseil communautaire (CU Grand Besançon Métropole)

|                                | Marcel Felt              | LR                       | 647   | 62,75 | 19 | 1 |  |  |
| Miserey avenir                 |                          |                          | 647   | 62,75 | 19 | 1 |  |  |
|                                | Dominique Vauchey        | DIV                      | 384   | 37,24 | 4  | 0 |  |  |
| Miserey-Salines Agir avec vous |                          |                          | 384   | 37,24 | 4  | 0 |  |  |
|                                |                          |                          |       |       |    |   |  |  |
| Votes valides                  | Votes valides            | Votes valides            | 1 031 | 98,10 |    |   |  |  |
| Votes blancs                   | Votes blancs             | Votes blancs             | 4     | 0,38  |    |   |  |  |
| Votes nuls                     | Votes nuls               | Votes nuls               | 16    | 1,52  |    |   |  |  |
| Total                          | Total                    | Total                    | 1 233 | 100   | 23 | 1 |  |  |
| Abstention                     | Abstention               | Abstention               | 664   | 38,72 |    |   |  |  |
| Inscrits / participation       | Inscrits / participation | Inscrits / participation | 1 715 | 61,28 |    |   |  |  |

### Montbéliard
- Maire sortant : Marie-Noëlle Biguinet (LR)
- 35 sièges à pourvoir au conseil municipal (population légale 2017 : 25 395 habitants)
- 15 sièges à pourvoir au conseil communautaire (CA Pays de Montbéliard Agglomération)

|                                                          | Marie-Noëlle Biguinet    | LR                       | 2 577  | 54,52 | 28 | 12 |  |  |  |
| Montbéliard Renouveau 2020                               |                          |                          | 2 577  | 54,52 | 28 | 12 |  |  |  |
|                                                          | Éric Lançon              | DVG                      | 1 295  | 27,40 | 5  | 2  |  |  |  |
| Montbéliard en commun écologique et solidaire            |                          |                          | 1 295  | 27,40 | 5  | 2  |  |  |  |
|                                                          | Denis Sommer             | LREM                     | 656    | 13,88 | 2  | 1  |  |  |  |
| Montbéliard au cœur                                      |                          |                          | 656    | 13,88 | 2  | 1  |  |  |  |
|                                                          | Franck Plain             | LO                       | 198    | 4,18  | 0  | 0  |  |  |  |
| Lutte ouvrière - Faire entendre le camp des travailleurs |                          |                          | 198    | 4,18  | 0  | 0  |  |  |  |
|                                                          |                          |                          |        |       |    |    |  |  |  |
| Votes valides                                            | Votes valides            | Votes valides            | 4 726  | 97,16 |    |    |  |  |  |
| Votes blancs                                             | Votes blancs             | Votes blancs             | 105    | 2,16  |    |    |  |  |  |
| Votes nuls                                               | Votes nuls               | Votes nuls               | 33     | 0,68  |    |    |  |  |  |
| Total                                                    | Total                    | Total                    | 4 864  | 100   | 35 | 15 |  |  |  |
| Abstention                                               | Abstention               | Abstention               | 9 518  | 66,18 |    |    |  |  |  |
| Inscrits / participation                                 | Inscrits / participation | Inscrits / participation | 14 382 | 33,82 |    |    |  |  |  |

### Montferrand-le-Château
- Maire sortant : Pascal Duchézeau (DVG)
- 19 sièges à pourvoir au conseil municipal (population légale 2017 : 2 161 habitants)
- 1 siège à pourvoir au conseil communautaire (CU Grand Besançon Métropole)

|                                     | Michel Gaillot           | DVD                      | 576   | 65,82 | 16 | 1 |  |  |
| Montferrandais, agissons ensemble ! |                          |                          | 576   | 65,82 | 16 | 1 |  |  |
|                                     | Pascal Duchézeau         | DVG                      | 299   | 34,17 | 3  | 0 |  |  |
| Vivre bien, vivre ici               |                          |                          | 299   | 34,17 | 3  | 0 |  |  |
|                                     |                          |                          |       |       |    |   |  |  |
| Votes valides                       | Votes valides            | Votes valides            | 875   | 97,22 |    |   |  |  |
| Votes blancs                        | Votes blancs             | Votes blancs             | 7     | 0,78  |    |   |  |  |
| Votes nuls                          | Votes nuls               | Votes nuls               | 18    | 2,00  |    |   |  |  |
| Total                               | Total                    | Total                    | 900   | 100   | 19 | 1 |  |  |
| Abstention                          | Abstention               | Abstention               | 743   | 45,22 |    |   |  |  |
| Inscrits / participation            | Inscrits / participation | Inscrits / participation | 1 643 | 54,78 |    |   |  |  |

### Montlebon
- Maire sortante : Catherine Rognon (DVD)
- 19 sièges à pourvoir au conseil municipal (population légale 2017 : 2 081 habitants)
- 1 siège à pourvoir au conseil communautaire (CC du Val de Morteau)

|                          | Catherine Rognon         | DVD                      | 528   | 100,00 | 19 | 3 |  |  |
| Agissons pour Montlebon  |                          |                          | 528   | 100,00 | 19 | 3 |  |  |
|                          |                          |                          |       |        |    |   |  |  |
| Votes valides            | Votes valides            | Votes valides            | 528   | 88,44  |    |   |  |  |
| Votes blancs             | Votes blancs             | Votes blancs             | 14    | 2,35   |    |   |  |  |
| Votes nuls               | Votes nuls               | Votes nuls               | 55    | 9,21   |    |   |  |  |
| Total                    | Total                    | Total                    | 597   | 100    | 19 | 3 |  |  |
| Abstention               | Abstention               | Abstention               | 1 059 | 63,95  |    |   |  |  |
| Inscrits / participation | Inscrits / participation | Inscrits / participation | 1 656 | 36,05  |    |   |  |  |

### Morteau
- Maire sortant : Cédric Bôle (LR)
- 29 sièges à pourvoir au conseil municipal (population légale 2017 : 6 935 habitants)
- 11 sièges à pourvoir au conseil communautaire (CC du Val de Morteau)

|                            | Cédric Bôle              | LR                       | 979   | 100   | 29 | 11 |  |  |
| Morteau, un avenir durable |                          |                          | 979   | 100   | 29 | 11 |  |  |
|                            |                          |                          |       |       |    |    |  |  |
| Votes valides              | Votes valides            | Votes valides            | 979   | 86,48 |    |    |  |  |
| Votes blancs               | Votes blancs             | Votes blancs             | 79    | 6,98  |    |    |  |  |
| Votes nuls                 | Votes nuls               | Votes nuls               | 74    | 6,54  |    |    |  |  |
| Total                      | Total                    | Total                    | 1 132 | 100   | 29 | 11 |  |  |
| Abstention                 | Abstention               | Abstention               | 3 186 | 73,78 |    |    |  |  |
| Inscrits / participation   | Inscrits / participation | Inscrits / participation | 4 318 | 26,22 |    |    |  |  |

### Orchamps-Vennes
- Maire sortant : Thierry Vernier (DVD)
- 19 sièges à pourvoir au conseil municipal (population légale 2017 : 2 129 habitants)
- 4 sièges à pourvoir au conseil communautaire (CC des Portes du Haut-Doubs)

|                                       | Thierry Vernier          | DVD                      | 419   | 100,00 | 19 | 4 |  |  |
| Se projeter et investir pour l'avenir |                          |                          | 419   | 100,00 | 19 | 4 |  |  |
|                                       |                          |                          |       |        |    |   |  |  |
| Votes valides                         | Votes valides            | Votes valides            | 419   | 77,02  |    |   |  |  |
| Votes blancs                          | Votes blancs             | Votes blancs             | 36    | 6,62   |    |   |  |  |
| Votes nuls                            | Votes nuls               | Votes nuls               | 89    | 16,36  |    |   |  |  |
| Total                                 | Total                    | Total                    | 544   | 100    | 19 | 4 |  |  |
| Abstention                            | Abstention               | Abstention               | 862   | 61,31  |    |   |  |  |
| Inscrits / participation              | Inscrits / participation | Inscrits / participation | 1 406 | 38,69  |    |   |  |  |

### Ornans
- Maire sortant : Sylvain Ducret (LR)
- 27 sièges à pourvoir au conseil municipal (population légale 2017 : 4 413 habitants)
- 13 sièges à pourvoir au conseil communautaire (CC Loue-Lison)

|                                 | Isabelle Guillame        | DVG                      | 1 140 | 58,22 | 22 | 11 |  |  |
| Ensemble pour l'avenir d'Ornans |                          |                          | 1 140 | 58,22 | 22 | 11 |  |  |
|                                 | Sylvain Ducret           | LR                       | 818   | 41,77 | 5  | 2  |  |  |
| Fiers d'être Ornanais           |                          |                          | 818   | 41,77 | 5  | 2  |  |  |
|                                 |                          |                          |       |       |    |    |  |  |
| Votes valides                   | Votes valides            | Votes valides            | 1 958 | 96,74 |    |    |  |  |
| Votes blancs                    | Votes blancs             | Votes blancs             | 11    | 0,54  |    |    |  |  |
| Votes nuls                      | Votes nuls               | Votes nuls               | 55    | 2,72  |    |    |  |  |
| Total                           | Total                    | Total                    | 2 024 | 100   | 27 | 13 |  |  |
| Abstention                      | Abstention               | Abstention               | 1 200 | 37,22 |    |    |  |  |
| Inscrits / participation        | Inscrits / participation | Inscrits / participation | 3 224 | 62,78 |    |    |  |  |

### Pirey
- Maire sortant : Robert Stepourjine (LR)
- 19 sièges à pourvoir au conseil municipal (population légale 2017 : 2 066 habitants)
- 2 sièges à pourvoir au conseil communautaire (CU Grand Besançon Métropole)

| Tête de liste              | Tête de liste            | Liste                    | Premier tour | Premier tour | Second tour | Second tour | Sièges | Sièges |
| Tête de liste              | Tête de liste            | Liste                    | Voix         | %            | Voix        | %           | CM     | CC     |
| -------------------------- | ------------------------ | ------------------------ | ------------ | ------------ | ----------- | ----------- | ------ | ------ |
|                            | Patrick Ayache           | DVG                      | 451          | 49,18        | 545         | 56,71       | 15     | 2      |
| Pirey, une nouvelle équipe |                          |                          | 451          | 49,18        | 545         | 56,71       | 15     | 2      |
|                            | Jacques Cointet          | DIV                      | 322          | 35,11        | 416         | 43,28       | 4      | 0      |
| Pirey avant tout           |                          |                          | 322          | 35,11        | 416         | 43,28       | 4      | 0      |
|                            | Aurélien Marandet        | DIV                      | 144          | 15,70        | 416         | 43,28       | 4      | 0      |
| Pirey autrement            |                          |                          | 144          | 15,70        | 416         | 43,28       | 4      | 0      |
|                            |                          |                          |              |              |             |             |        |        |
| Votes valides              | Votes valides            | Votes valides            | 917          | 98,29        | 961         | 97,17       |        |        |
| Votes blancs               | Votes blancs             | Votes blancs             | 7            | 0,75         | 17          | 1,72        |        |        |
| Votes nuls                 | Votes nuls               | Votes nuls               | 9            | 0,96         | 11          | 1,11        |        |        |
| Total                      | Total                    | Total                    | 933          | 100          | 989         | 100         | 19     | 2      |
| Abstention                 | Abstention               | Abstention               | 504          | 35,07        | 448         | 31,18       |        |        |
| Inscrits / participation   | Inscrits / participation | Inscrits / participation | 1 437        | 64,93        | 1 437       | 68,82       |        |        |

### Pontarlier
- Maire sortant : Patrick Genre (DVD)
- 33 sièges à pourvoir au conseil municipal (population légale 2017 : 17 197 habitants)
- 17 sièges à pourvoir au conseil communautaire (CC du Grand Pontarlier)

|                                           | Patrick Genre,           | DVD                      | 2 164  | 59,33 | 27 | 14 |  |  |
| Pontarlier, territoire d'avenir           |                          |                          | 2 164  | 59,33 | 27 | 14 |  |  |
|                                           | Gérard Voinnet           | DVG                      | 1 483  | 40,66 | 6  | 3  |  |  |
| Pontarlier, ville écologique et solidaire |                          |                          | 1 483  | 40,66 | 6  | 3  |  |  |
|                                           |                          |                          |        |       |    |    |  |  |
| Votes valides                             | Votes valides            | Votes valides            | 3 647  | 94,95 |    |    |  |  |
| Votes blancs                              | Votes blancs             | Votes blancs             | 78     | 2,03  |    |    |  |  |
| Votes nuls                                | Votes nuls               | Votes nuls               | 116    | 3,02  |    |    |  |  |
| Total                                     | Total                    | Total                    | 3 841  | 100   | 33 | 17 |  |  |
| Abstention                                | Abstention               | Abstention               | 7 961  | 67,45 |    |    |  |  |
| Inscrits / participation                  | Inscrits / participation | Inscrits / participation | 11 802 | 32,55 |    |    |  |  |

### Pont-de-Roide-Vermondans
- Maire sortant : Denis Arnoux (PS)
- 27 sièges à pourvoir au conseil municipal (population légale 2017 : 4 185 habitants)
- 2 sièges à pourvoir au conseil communautaire (CA Pays de Montbéliard Agglomération)

|                                       | Denis Arnoux             | PS                       | 1 135 | 75,46 | 24 | 2 |  |  |
| Ensemble, continuons                  |                          |                          | 1 135 | 75,46 | 24 | 2 |  |  |
|                                       | Olivier Billey           | LR                       | 369   | 24,53 | 3  | 0 |  |  |
| Une énergie nouvelle pour notre ville |                          |                          | 369   | 24,53 | 3  | 0 |  |  |
|                                       |                          |                          |       |       |    |   |  |  |
| Votes valides                         | Votes valides            | Votes valides            | 1 504 | 97,28 |    |   |  |  |
| Votes blancs                          | Votes blancs             | Votes blancs             | 10    | 0,65  |    |   |  |  |
| Votes nuls                            | Votes nuls               | Votes nuls               | 32    | 2,07  |    |   |  |  |
| Total                                 | Total                    | Total                    | 1 546 | 100   | 27 | 2 |  |  |
| Abstention                            | Abstention               | Abstention               | 1 490 | 49,08 |    |   |  |  |
| Inscrits / participation              | Inscrits / participation | Inscrits / participation | 3 036 | 50,92 |    |   |  |  |

### Roche-lez-Beaupré
- Maire sortant : Jacques Krieger (DVD)
- 19 sièges à pourvoir au conseil municipal (population légale 2017 : 2 111 habitants)
- 1 siège à pourvoir au conseil communautaire (CU Grand Besançon Métropole)

|                                | Jacques Krieger          | DVD                      | 541   | 69,53 | 16 | 1 |  |  |
| Ensemble, horizon 2026         |                          |                          | 541   | 69,53 | 16 | 1 |  |  |
|                                | Roland Bardey            | DIV                      | 237   | 30,46 | 3  | 0 |  |  |
| Agir pour Roche, naturellement |                          |                          | 237   | 30,46 | 3  | 0 |  |  |
|                                |                          |                          |       |       |    |   |  |  |
| Votes valides                  | Votes valides            | Votes valides            | 778   | 97,13 |    |   |  |  |
| Votes blancs                   | Votes blancs             | Votes blancs             | 4     | 0,50  |    |   |  |  |
| Votes nuls                     | Votes nuls               | Votes nuls               | 19    | 2,37  |    |   |  |  |
| Total                          | Total                    | Total                    | 801   | 100   | 19 | 1 |  |  |
| Abstention                     | Abstention               | Abstention               | 768   | 48,95 |    |   |  |  |
| Inscrits / participation       | Inscrits / participation | Inscrits / participation | 1 569 | 51,05 |    |   |  |  |

### Saint-Vit
- Maire sortant : Pascal Routhier (DVD)
- 27 sièges à pourvoir au conseil municipal (population légale 2017 : 4 874 habitants)
- 2 sièges à pourvoir au conseil communautaire (CU Grand Besançon Métropole)

|                             | Pascal Routhier          | DVD                      | 822   | 100,00 | 27 | 2 |  |  |
| Notre engagement, Saint-Vit |                          |                          | 822   | 100,00 | 27 | 2 |  |  |
|                             |                          |                          |       |        |    |   |  |  |
| Votes valides               | Votes valides            | Votes valides            | 822   | 87,08  |    |   |  |  |
| Votes blancs                | Votes blancs             | Votes blancs             | 40    | 4,24   |    |   |  |  |
| Votes nuls                  | Votes nuls               | Votes nuls               | 82    | 8,69   |    |   |  |  |
| Total                       | Total                    | Total                    | 944   | 100    | 27 | 2 |  |  |
| Abstention                  | Abstention               | Abstention               | 2 671 | 73,89  |    |   |  |  |
| Inscrits / participation    | Inscrits / participation | Inscrits / participation | 3 615 | 26,11  |    |   |  |  |

### Saône
- Maire sortant : Yoran Delarue (DVG)
- 23 sièges à pourvoir au conseil municipal (population légale 2017 : 3 375 habitants)
- 1 siège à pourvoir au conseil communautaire (CU Grand Besançon Métropole)

|                          | Benoit Vuillemin,        | DVG                      | 717   | 61,65 | 19 | 1 |  |  |
| Agir ensemble pour Saône |                          |                          | 717   | 61,65 | 19 | 1 |  |  |
|                          | Alain Viennet            | DIV                      | 446   | 38,34 | 4  | 0 |  |  |
| Naturellement...Saône    |                          |                          | 446   | 38,34 | 4  | 0 |  |  |
|                          |                          |                          |       |       |    |   |  |  |
| Votes valides            | Votes valides            | Votes valides            | 1 163 | 96,43 |    |   |  |  |
| Votes blancs             | Votes blancs             | Votes blancs             | 16    | 1,33  |    |   |  |  |
| Votes nuls               | Votes nuls               | Votes nuls               | 27    | 2,24  |    |   |  |  |
| Total                    | Total                    | Total                    | 1 206 | 100   | 23 | 1 |  |  |
| Abstention               | Abstention               | Abstention               | 1 166 | 49,16 |    |   |  |  |
| Inscrits / participation | Inscrits / participation | Inscrits / participation | 2 372 | 50,84 |    |   |  |  |

### Seloncourt
- Maire sortant : Daniel Buchwalder (DVD)
- 29 sièges à pourvoir au conseil municipal (population légale 2017 : 5 775 habitants)
- 3 sièges à pourvoir au conseil communautaire (CA Pays de Montbéliard Agglomération)

|                                               | Daniel Buchwalder        | DVD                      | 1 001 | 60,55 | 24 | 2 |  |  |
| Seloncourt avenir                             |                          |                          | 1 001 | 60,55 | 24 | 2 |  |  |
|                                               | Denis Tisserand          | DVG                      | 652   | 39,44 | 5  | 1 |  |  |
| Seloncourt Autrement, écologique et solidaire |                          |                          | 652   | 39,44 | 5  | 1 |  |  |
|                                               |                          |                          |       |       |    |   |  |  |
| Votes valides                                 | Votes valides            | Votes valides            | 1 653 | 96,44 |    |   |  |  |
| Votes blancs                                  | Votes blancs             | Votes blancs             | 26    | 1,52  |    |   |  |  |
| Votes nuls                                    | Votes nuls               | Votes nuls               | 35    | 2,04  |    |   |  |  |
| Total                                         | Total                    | Total                    | 1 714 | 100   | 29 | 3 |  |  |
| Abstention                                    | Abstention               | Abstention               | 2 723 | 61,37 |    |   |  |  |
| Inscrits / participation                      | Inscrits / participation | Inscrits / participation | 4 437 | 38,63 |    |   |  |  |

### Sochaux
- Maire sortant : Albert Matocq-Grabot (DVG)
- 27 sièges à pourvoir au conseil municipal (population légale 2017 : 3 949 habitants)
- 2 sièges à pourvoir au conseil communautaire (CA Pays de Montbéliard Agglomération)

|                          | Albert Matocq-Grabot     | DVG                      | 432   | 59,58 | 22 | 2 |  |  |
| Avec et pour Sochaux     |                          |                          | 432   | 59,58 | 22 | 2 |  |  |
|                          | Jacqueline Contin        | DVG                      | 293   | 40,41 | 5  | 0 |  |  |
| Sochaux, le renouveau    |                          |                          | 293   | 40,41 | 5  | 0 |  |  |
|                          |                          |                          |       |       |    |   |  |  |
| Votes valides            | Votes valides            | Votes valides            | 725   | 95,02 |    |   |  |  |
| Votes blancs             | Votes blancs             | Votes blancs             | 16    | 2,10  |    |   |  |  |
| Votes nuls               | Votes nuls               | Votes nuls               | 22    | 2,88  |    |   |  |  |
| Total                    | Total                    | Total                    | 763   | 100   | 27 | 2 |  |  |
| Abstention               | Abstention               | Abstention               | 1 294 | 62,91 |    |   |  |  |
| Inscrits / participation | Inscrits / participation | Inscrits / participation | 2 057 | 37,09 |    |   |  |  |

### Thise
- Maire sortant : Alain Loriguet (LR)
- 23 sièges à pourvoir au conseil municipal (population légale 2017 : 3 044 habitants)
- 1 siège à pourvoir au conseil communautaire (CU Grand Besançon Métropole)

|                          | Loic Allain              | DIV                      | 780   | 78,23 | 21 | 1 |  |  |
| Agir ensemble pour Thise |                          |                          | 780   | 78,23 | 21 | 1 |  |  |
|                          | Jean-Pierre Moine        | DIV                      | 217   | 21,76 | 2  | 0 |  |  |
| Bien vivre à Thise       |                          |                          | 217   | 21,76 | 2  | 0 |  |  |
|                          |                          |                          |       |       |    |   |  |  |
| Votes valides            | Votes valides            | Votes valides            | 997   | 96,89 |    |   |  |  |
| Votes blancs             | Votes blancs             | Votes blancs             | 14    | 1,36  |    |   |  |  |
| Votes nuls               | Votes nuls               | Votes nuls               | 18    | 1,75  |    |   |  |  |
| Total                    | Total                    | Total                    | 1 029 | 100   | 23 | 1 |  |  |
| Abstention               | Abstention               | Abstention               | 1 234 | 54,53 |    |   |  |  |
| Inscrits / participation | Inscrits / participation | Inscrits / participation | 2 263 | 45,47 |    |   |  |  |

### Valdahon
- Maire sortant : Gérard Limat (PS)
- 29 sièges à pourvoir au conseil municipal (population légale 2017 : 5 595 habitants)
- 11 sièges à pourvoir au conseil communautaire (CC des Portes du Haut-Doubs)

|                                     | Sylvie Le Hir            | DVD                      | 779   | 54,62 | 23 | 9  |  |  |
| Valdahon, les défis de demain       |                          |                          | 779   | 54,62 | 23 | 9  |  |  |
|                                     | Gérard Limat             | PS                       | 647   | 45,37 | 6  | 2  |  |  |
| Valdahon une ambition pour l'avenir |                          |                          | 647   | 45,37 | 6  | 2  |  |  |
|                                     |                          |                          |       |       |    |    |  |  |
| Votes valides                       | Votes valides            | Votes valides            | 1 426 | 94,94 |    |    |  |  |
| Votes blancs                        | Votes blancs             | Votes blancs             | 32    | 2,13  |    |    |  |  |
| Votes nuls                          | Votes nuls               | Votes nuls               | 44    | 2,93  |    |    |  |  |
| Total                               | Total                    | Total                    | 1 502 | 100   | 29 | 11 |  |  |
| Abstention                          | Abstention               | Abstention               | 1 919 | 56,09 |    |    |  |  |
| Inscrits / participation            | Inscrits / participation | Inscrits / participation | 3 421 | 43,91 |    |    |  |  |

### Valentigney
- Maire sortant : Philippe Gautier (LR)
- 33 sièges à pourvoir au conseil municipal (population légale 2017 : 10 714 habitants)
- 6 sièges à pourvoir au conseil communautaire (CA Pays de Montbéliard Agglomération)

| Tête de liste                                            | Tête de liste            | Liste                    | Premier tour | Premier tour | Second tour | Second tour | Sièges  | Sièges  |
| Tête de liste                                            | Tête de liste            | Liste                    | Voix         | %            | Voix        | %           | CM      | CC      |
| -------------------------------------------------------- | ------------------------ | ------------------------ | ------------ | ------------ | ----------- | ----------- | ------- | ------- |
|                                                          | Philippe Gautier         | LR                       | 851          | 36,01        | 1 381       | 53,54       | 26      | 5       |
| Valentigney 2026                                         |                          |                          | 851          | 36,01        | 1 381       | 53,54       | 26      | 5       |
|                                                          | Claude Françoise Saumier | DVG                      | 782          | 33,09        | 1 198       | 46,45       | 7       | 1       |
| Bien vivre à Valentigney                                 |                          |                          | 782          | 33,09        | 1 198       | 46,45       | 7       | 1       |
|                                                          | François Sahler          | DVC                      | 625          | 26,44        | Retrait     | Retrait     | Retrait | Retrait |
| S'investir pour Valentigney                              |                          |                          | 625          | 26,44        | Retrait     | Retrait     | Retrait | Retrait |
|                                                          | Michel Treppo            | EXG                      | 105          | 4,44         |             |             |         |         |
| Lutte ouvrière - Faire entendre le camp des travailleurs |                          |                          | 105          | 4,44         |             |             |         |         |
|                                                          |                          |                          |              |              |             |             |         |         |
| Votes valides                                            | Votes valides            | Votes valides            | 2 363        | 95,78        | 2 579       | 96,59       |         |         |
| Votes blancs                                             | Votes blancs             | Votes blancs             | 41           | 1,66         | 44          | 1,65        |         |         |
| Votes nuls                                               | Votes nuls               | Votes nuls               | 63           | 2,55         | 47          | 1,76        |         |         |
| Total                                                    | Total                    | Total                    | 2 467        | 100          | 2 670       | 100         | 33      | 6       |
| Abstention                                               | Abstention               | Abstention               | 4 188        | 62,93        | 3 990       | 59,91       |         |         |
| Inscrits / participation                                 | Inscrits / participation | Inscrits / participation | 6 655        | 37,07        | 6 660       | 40,09       |         |         |

### Vieux-Charmont
- Maire sortant : Henri-Francis Dufour (DVG)
- 23 sièges à pourvoir au conseil municipal (population légale 2017 : 2 744 habitants)
- 1 siège à pourvoir au conseil communautaire (CA Pays de Montbéliard Agglomération)

|                                          | Henri-Francis Dufour     | DVG                      | 426   | 50,83 | 18 | 1 |  |  |
| Ensemble pour l'avenir de Vieux-Charmont |                          |                          | 426   | 50,83 | 18 | 1 |  |  |
|                                          | Maxime Cucherousset      | DIV                      | 412   | 49,16 | 5  | 0 |  |  |
| Pour demain, avec tous les Charmontais   |                          |                          | 412   | 49,16 | 5  | 0 |  |  |
|                                          |                          |                          |       |       |    |   |  |  |
| Votes valides                            | Votes valides            | Votes valides            | 838   | 97,10 |    |   |  |  |
| Votes blancs                             | Votes blancs             | Votes blancs             | 14    | 1,62  |    |   |  |  |
| Votes nuls                               | Votes nuls               | Votes nuls               | 11    | 1,27  |    |   |  |  |
| Total                                    | Total                    | Total                    | 863   | 100   | 23 | 1 |  |  |
| Abstention                               | Abstention               | Abstention               | 1 124 | 56,57 |    |   |  |  |
| Inscrits / participation                 | Inscrits / participation | Inscrits / participation | 1 987 | 43,43 |    |   |  |  |

### Villers-le-Lac
- Maire sortante : Dominique Mollier (DVD)
- 27 sièges à pourvoir au conseil municipal (population légale 2017 : 4 985 habitants)
- 7 sièges à pourvoir au conseil communautaire (CC du Val de Morteau)

|                          | Dominique Mollier        | DVD                      | 843   | 53,05 | 21 | 6 |  |  |
| Villers @venir           |                          |                          | 843   | 53,05 | 21 | 6 |  |  |
|                          | Ludovic Perez            | DVC                      | 746   | 46,94 | 6  | 1 |  |  |
| Villers le Lac Autrement |                          |                          | 746   | 46,94 | 6  | 1 |  |  |
|                          |                          |                          |       |       |    |   |  |  |
| Votes valides            | Votes valides            | Votes valides            | 1 589 | 96,19 |    |   |  |  |
| Votes blancs             | Votes blancs             | Votes blancs             | 27    | 1,63  |    |   |  |  |
| Votes nuls               | Votes nuls               | Votes nuls               | 36    | 2,18  |    |   |  |  |
| Total                    | Total                    | Total                    | 1 652 | 100   | 27 | 7 |  |  |
| Abstention               | Abstention               | Abstention               | 1 828 | 52,53 |    |   |  |  |
| Inscrits / participation | Inscrits / participation | Inscrits / participation | 3 480 | 47,47 |    |   |  |  |

### Voujeaucourt
- Maire sortant : Martine Voidey (DVG)
- 23 sièges à pourvoir au conseil municipal (population légale 2017 : 3 175 habitants)
- 2 sièges à pourvoir au conseil communautaire (CA Pays de Montbéliard Agglomération)

|                                     | Martine Voidey           | DVG                      | 678   | 63,48 | 19 | 2 |  |  |
| A Voujeaucourt, partageons l'avenir |                          |                          | 678   | 63,48 | 19 | 2 |  |  |
|                                     | Maryline Scalabrini      | DVD                      | 390   | 36,51 | 4  | 0 |  |  |
| Voujeaucourt autrement et ensemble  |                          |                          | 390   | 36,51 | 4  | 0 |  |  |
|                                     |                          |                          |       |       |    |   |  |  |
| Votes valides                       | Votes valides            | Votes valides            | 1 068 | 96,56 |    |   |  |  |
| Votes blancs                        | Votes blancs             | Votes blancs             | 16    | 1,45  |    |   |  |  |
| Votes nuls                          | Votes nuls               | Votes nuls               | 22    | 1,99  |    |   |  |  |
| Total                               | Total                    | Total                    | 1 106 | 100   | 23 | 2 |  |  |
| Abstention                          | Abstention               | Abstention               | 1 258 | 53,21 |    |   |  |  |
| Inscrits / participation            | Inscrits / participation | Inscrits / participation | 2 364 | 46,79 |    |   |  |  |